# Ngô Thanh Vân
Ngô Thanh Vân (Tra Vinh, 26 de febrero de 1979), también conocida como Veronica Ngo, es una bailarina, cantante, actriz y modelo vietnamita. En 2002 inició su carrera musical en Vietnam, en la que se convertiría en una popular cantante de pop y dance. Tras lanzar en 2005 su álbum My Way, decidió iniciar también su carrera como actriz, en la que apareció en películas muy taquilleras en Vietnam, como The Rebel. En 2017 debutó con un pequeño papel en la industria de Hollywood con el film Star Wars: Episodio VIII - Los últimos Jedi.

## Biografía
Ngô nació el 26 de febrero de 1979 en Trà Vinh, Vietnam. Cuando tenía 10 años, sus padres la pusieron en una embarcación clandestina para escapar de Vietnam y acabó siendo acogida en Noruega, donde creció con una nueva familia noruega. A los 20 años de edad, regresó a Vietnam para iniciar una carrera en la industria del entretenimiento.
En 1999, Ngô regresó a Vietnam donde participó en un concurso de belleza organizado por la revista Women's World, y terminó como segundo finalista. Después de eso, lanzó su carrera de modelo en Vietnam como modelo para revistas, calendarios y colecciones de moda. Poco después, tuvo su primer papel en la pequeña pantalla en Huong De, una corta serie de televisión en HTV Channel.

## Compilaciones
- 2002: Vuon Tinh Nhan (Lovers' Garden) featuring Tuan Hung

## Van Son DVD
- Van Son 35: Tinh Nguoi Vien Xu - "Mat Nhau"
- Van Son 36 in Taiwan - "Dem Xot Xa"
- Van Son 37 in The Kingdom of Cambodia - "Nguoi Hung"
- Van Son 38: Dem Hoi Ngo - "They Don't Care About Us"
- Van Son 39: Me Va Que Huong - "O Kia Doi Bong Them Vui"

## Filmografía

### Series de televisión
- 2002: Huong De - TFS
- 2004: Rouge (TV series) - MTV Asia

### Películas
- 2005: Saigon Love Story
- 2006: 2 in 1
- 2007: Dong Mau Anh Hung (The Rebel)
- 2007: Ngoi Nha Bi An / Suoi Oan Hon (The Haunted House)
- 2009: Clash (Bay Rong)
- 2011: Ngoc Vien Dong (Pearls of the Far East)
- 2012: House in the Alley
- 2013: Once Upon a Time in Vietnam
- 2015: The Lost Dragon
- 2016: Siêu trộm (Bitcoin Heist)
- 2016: Crouching Tiger, Hidden Dragon: Sword of Destiny
- 2016: Tam Cam: Chuyen Chua Ke
- 2017: Cô Ba Sài Gòn (The Tailor)
- 2017: Star Wars: Episodio VIII - Los últimos Jedi
- 2017: Bright
- 2019: Furie
- 2020: The Old Guard
- 2022: Furies
- 2023: The Creator
- 2025: The Old Guard 2